# Basalîcivka, Haisîn
Basalîcivka (în ucraineană Басаличівка) este un sat în comuna Iarmolînți din raionul Haisîn, regiunea Vinnița, Ucraina.

## Demografie
Componența lingvistică a localității Basalîcivka
     Ucraineană (94,05%)
     Rusă (5,41%)
     Alte limbi (0,54%)
Conform recensământului din 2001, majoritatea populației localității Basalîcivka era vorbitoare de ucraineană (94,05%), existând în minoritate și vorbitori de rusă (5,41%).